# TEAM NACS

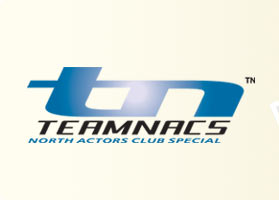
TEAM NACSの旧ロゴ

TEAM NACS（チーム・ナックス）は、森崎博之・安田顕・戸次重幸・大泉洋・音尾琢真の5人による、日本の演劇ユニット。略称は「ナックス（NACS）」。北海道札幌市中央区に本社を置く芸能事務所・CREATIVE OFFICE CUEに所属。山梨県に本社を置く大手芸能事務所・アミューズと業務提携を行い、「北海道以外の全国区の仕事は、全てアミューズが手がける」というシステムを採っている。
結成当初のグループ名は「TEAM-NACS」。2005年10月より「TEAM」と「NACS」の間のハイフンが取れ、現在の「TEAM NACS」の表記となった。主に「TEAM★NACS」名義で音楽ユニットとしての活動もある。

## 概要
1996年3月7日に、大学を卒業する森崎博之と安田顕の卒業制作として、思い出作りに行われた『LETTER〜変わり続けるベクトルの障壁〜』のための1回限りのユニットとして、当時、北海学園大学の演劇研究会に所属し、学年は違ったものの、仲の良かった、森崎博之・安田顕・戸次重幸・大泉洋・音尾琢真の5人により、結成。
森崎・安田の大学卒業とともに解散し、森崎・安田は会社に就職するがどちらも1年足らずで退職。森崎の呼び掛けで、1997年8月の『RECOVER〜描き続けるもう一つの結論〜』で再結成した。
以降、北海道で舞台公演を続け、個々のメンバーもローカルタレントとしても活動し、北海道で人気を得た。そして、2004年5月の『LOOSER〜失い続けるアルバム～』は初めて東京で公演を行う。翌2005年4月 - 9月の『COMPOSER〜響き続ける旋律の調べ～』で初の全国ツアー公演を行った。
現在では、ユニットとしての活動の他、各メンバーの俳優・タレントとしての活動も活発に行われており、その知名度は全国区になった。全国区では個人の活動が主になっており、全員が集まるのは、主に、3年に一度行われる舞台の本公演と、月1回、北海道で行われる『ハナタレナックス』（北海道テレビ）のロケ時に限られている。しかし、本公演の時期等には宣伝活動の一環で、ユニットとしてテレビ等の各種媒体に露出するようになっている。また、メンバーが、テレビドラマや映画で共演することがある。
現在、チケットの入手が困難な演劇集団のひとつに数えられており、「日本一チケットが取れない劇団（演劇ユニット）」とも言われるなど、全国区の人気を確立することとなった。中でも地元・北海道では、現在も人気が高く、メンバーが出演する番組やドラマでは軒並み高視聴率を獲得している。北海道民はローカルタレント時代から見ていることから、親戚や近所のお兄ちゃんのような身近さで見ているという傾向がある。アミューズでは「これまで通り北海道の仕事を大切にしていく」という方針が徹底されており、東京での個々の活動が多くなった現在でも『ハナタレナックス』（メンバー全員）、『おにぎりあたためますか』（大泉・戸次）、『1×8いこうよ!』（大泉）、『あぐり王国北海道NEXT』（森崎）等の北海道の番組にメンバーが出演している。
グループ名の由来
かつては、「なっくす」と表記し、演劇研究会の中でも異彩を放っていた5人を演劇研究会からは切り離す形で呼ばれていた「蔑称」であった。
演劇研究会の芝居で、森崎が「ノックス」という役名を演じた際、力を込めて発音したので「ナックス」と聞こえてしまい、「ナックス」が、演劇研究会の中でブームになった。そして、1994年4月頃には、「演劇研究会」という名前が堅すぎるということで、演劇研究会の愛称に採用されるものの、すぐに誰も使わなくなった。
その後、北海道内を回り、子供に児童劇を見せるという演劇研究会の地方公演において、「議論だけでは舞台が面白くなるわけがない」と言って、ミーティングをサボり、隣の部屋で5人で遊んでいた。5人はよく一緒にいて、演劇研究会内でキャラが立ちすぎて浮くようになっていたため、同年7月頃には、5人が「ナックス」と呼ばれるようにになった。かつて使われていたロゴマークに記載された、「"North（北の） Actors（役者の） Club（集まり） Special（特別な）"」は、後から付けた、こじつけのような物である。
なお、結成当初のグループ名の表記は、「TEAM-NACS」であった。2005年10月より「TEAM」と「NACS」の間のハイフンが取れ、現在の「TEAM NACS」の表記となった。
ファンの愛称
TEAM NACS全体のファンの愛称は「子NACS」。メンバー毎にもそれぞれ愛称があり、森崎のファンは「子顔」、安田のファンは「安田国民」、戸次のファンは「子残念」、大泉のファンは「子猫」、音尾のファンは「子魚」と呼ばれる。
影響
メンバー全員が劇団「惑星ピスタチオ」のファンであり、大学時代には、公演のビデオを何度も観ては研究したり、森崎が買ってきた劇団ピスタチオのロゴ入りのキャップ「ピスタチオ・キャップ」を5人揃って被って東京へ旅行に行っていた。惑星ピスタチオの公演「破壊ランナー」には、1人で多人数の役を入れ替わりながら演じる「スイッチプレイ」や、小道具などを一切使わずに台詞で場面描写や登場人物の心情を表現する「パワーマイム」という演出法などで影響を受けている。大泉は、主演映画『アフタースクール』で所属俳優であった佐々木蔵之介と共演したが、5人でキャップを被っていたことを伝えて佐々木を喜ばせた。
関係性
大泉は、TEAM NACSについて「人生の中でもっとも付き合いが長く、密度の濃い仲間。僕の人間関係の中では別格として存在している」「四半世紀も一緒にいると良いところも悪いところもひっくるめての付き合いになる。何かを作ろうとしたときにお互いの意見が違ったりして、揉めたりもする。でもそれは、お互いに『いいものを作りたい』っていう気持ちから来るものだ」と話し、NACSの存在は心の支えになっているという。また、メンバーについては「一番身近なライバルでもあるので、いい仕事すると、うらやましいし、悔しいって思いもある。でもメンバーの扱いが悪かったりすると、それはそれで腹が立つ。不思議な関係だ」と話している。1年で1番笑わせられるのはNACSのメンバーといる時だという。
森崎は「どれだけパーソナルな部分で変遷があろうと、僕ら5人になると瞬時に大学時代に戻れる」と話し、「お互いに依存しあっている。20年以上もやっていると、もう家族同然の関係性」であり、「そこが他のグループやチームと違うところ」と話している。
安田は、メンバーとは「そんなに会わない」と話しており、ときどき会うのがちょうど良いという。また、メンバーと飲みに行くことはなく、他のメンバーが普段何をしているかも知らない。また、5人の時は「それぞれの距離感を保って過ごす。TEAM NACSのことをそれぞれが大事にしつつ、お互いの現場での過ごし方を尊重している」という。
音尾は、メンバーの活躍が刺激になると答えた上で「それぞれがいろんな思いを持ちながら、悔しがったり、達成感を持ったりといった様子も全部見てきましたし、今も月1（のロケ）で札幌の番組（ハナタレナックス）をやっているので、定期的に会いますし。お互いに『こんなすごい仕事やったんだな』とかね。昔はよく羨ましさも感じていましたが、今は羨ましいとは違いますね」と話している。
音楽ユニットとして
演劇ユニットの他にも、音楽ユニットとして活動も行っている。2004年8月26日には、北海道の所属事務所のイベント『CUE DREAM JAM-BOREE』の企画でアイドル「TEAM★NACS」としてシングル『ナックスハリケーン/捻挫した君』をリリース。作詞・作曲は、大泉が担当した。現在は、2年に一度行われる『CUE DREAM JAM-BOREE』で曲を披露している。また、2019年には、北海道の民放5局とNHK札幌放送局による共同キャンペーン『One Hokkaido Project』のキャンペーンソング「私たちの道」に参加している。

## メンバー
全員が北海道出身。また、全員が既婚者で、子供もいる。
以下の順番（アミューズのサイトでは「NACS番号」と記載）は、北海学園大学演劇研究会時代の学年順である。森崎は1990年に入学。同年齢である3人のうち、安田は現役で1992年、戸次は一浪で1993年、大泉は二浪で1994年に入学。大泉は現役で1994年に入学した音尾と同学年。しかし、大泉が年上であるので4番となっている。また、森崎と安田はそれぞれ2留と留年なしで1996年に卒業、大泉は留年なしで1998年に卒業、戸次と音尾はそれぞれ2留と1留で1999年に卒業している。
なお、CREATIVE OFFICE CUE公式サイトのプロフイールでは大泉、安田、森崎、戸次、音尾の順に掲載されている。
サブリーダーは、北海道テレビ『ハナタレナックス』で行われていた、リーダー・森崎の担当企画での優勝者に与えた優勝特典だった。
| 番号 | メンバー | メンバー                       | 生年月日               | 血液型 | 身長   | 出身地                         | メンバー カラー | ファンへの愛称 | 備考                                                                        |
| ---- | -------- | ------------------------------ | ---------------------- | ------ | ------ | ------------------------------ | --------------- | -------------- | --------------------------------------------------------------------------- |
| 1    |          | 森崎博之 （もりさき ひろゆき） | 1971年11月14日（53歳） | O型    | 178 cm | 北海道上川郡東川町             | 青              | 子顔           | リーダー。 ほぼ全ての公演の脚本・演出を担当。                               |
| 2    |          | 安田顕 （やすだ けん）         | 1973年12月8日（51歳）  | A型    | 173 cm | 北海道室蘭市                   | 緑              | 安田 国民      | 初代・3代目サブリーダー（現任）。                                           |
| 3    |          | 戸次重幸 （とつぎ しげゆき）   | 1973年11月7日（51歳）  | O型    | 173 cm | 北海道札幌市西区（現：手稲区） | 赤              | 子残念         | 2代目サブリーダー。 2007年12月まで本名の佐藤重幸（さとう しげゆき）で活動。 |
| 4    |          | 大泉洋 （おおいずみ よう）     | 1973年4月3日（52歳）   | B型    | 178 cm | 北海道江別市                   | 黄              | 子猫           |                                                                             |
| 5    |          | 音尾琢真 （おとお たくま）     | 1976年3月21日（49歳）  | O型    | 170 cm | 北海道旭川市                   | 黒              | 子魚           |                                                                             |

## 来歴

### 北海道時代

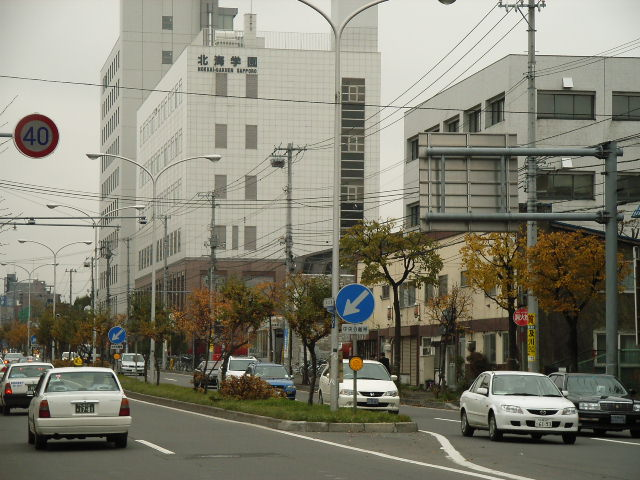
TEAM NACS結成の舞台となった北海学園大学

1990年4月、北海学園大学演劇研究会に森崎博之が入部。森崎が入部当初の会員数は4名だった。1992年12月、安田顕が演劇研究会に入部。安田は、ジャズ研究会、グリークラブ、ESSと転々した後の入部であった。翌1993年4月には、戸次重幸（当時は、佐藤重幸。2008年に戸次に改名）が入部。さらに翌1994年4月、大泉洋と音尾琢真が演劇研究会に入部し、5人が揃う。お互いの第一印象はあまり良くなかったが、物真似等を通して、5人は仲が良くなり、一緒によく過ごし、度々旅行に行くなどしていた。
1996年3月、当時、森崎・戸次・大泉・音尾が所属していた稲田博主宰の劇団イナダ組の予定されていた公演が、脚本が間に合わず、延期となり、イナダ組側から押さえてあった劇場で公演をやったらどうかと提案を受ける。そして、大学を卒業する森崎・安田の卒業制作として、思い出作りに、旗揚げ解散公演と銘打ち、札幌の小劇場で、『LETTER〜変わり続けるベクトルの障壁〜』を行う。こうして、1996年3月7日に『LETTER』のための、1回限りのユニットとして5人で結成したのが始まりであった（チラシには「やっぱりあった最後のお祭り。チームナックスこれにて解散!!」とあった）。また、北海道テレビ（HTB）『モザイクな夜V3』のお見合い企画に『LETTER』の宣伝で出演し、メンバー全員が揃っての初のテレビ出演を果たしている。
森崎・安田の大学卒業とともに解散し、森崎は上京して東京の証券会社に、安田は地元の総合病院の事務職に就職した。しかし、リーダーの森崎が入社から9ヵ月後に証券会社を辞め、安田も入社から10か月後に総合病院を退職。森崎の呼び掛けで、1997年8月の『RECOVER〜描き続けるもう一つの結論〜』で再結成する。森崎が再結成を呼び掛けたとき、安田・戸次・音尾は喜んだが、演劇を続けるか、就職するかで揺れ動いてた大泉は、手放しでは喜べなかった。大泉は、森崎から「人生なんとかなる」と言われ、誘いに乗ることにしたという。
再結成後、1998年の『FEVER〜眺め続けた展望の行方〜』で正式に演劇ユニットとして始動。以降、札幌でおよそ1年ごとに舞台公演を行っていた。脚本と演出はリーダーの森崎が担当することが多かった。
再結成当時は、安田（1993年契約）と大泉（1995年契約）以外の3人は、CREATIVE OFFICE CUE所属ではなく、メンバーが揃っての活動が困難だった。しかし、当時のCREATIVE OFFICE CUEの社長（現会長）であり、俳優・タレント・映画監督などとしても活動する、鈴井貴之に大泉と安田が、「5人で活動がしたい」と直談判し、1999年にフリーで活動していた森崎が加入、2000年には他の事務所に所属していた戸次と音尾が移籍した事で、全員がCREATIVE OFFICE CUE所属となった。メンバーの移籍及び公演制作には、CREATIVE OFFICE CUEの現社長の伊藤亜由美（当時は鈴井亜由美。鈴井貴之の元妻）が、副社長であった頃から手掛けている。ただし、鈴井貴之は、自身も演劇人であるという立場から介入していない。なお、大学時代に森崎が手掛け、他のメンバーも出演した、北海学園大学演劇研究会第41回定期公演『CHAIR～立ち続けることは苦しいから～』を鈴井貴之が雑誌で批評し、森崎と論争になった事がある。
また、1996年から2002年までレギュラー放送され、大泉がレギュラーで、安田が準レギュラーで、その他メンバーもゲストで出演した北海道テレビの『水曜どうでしょう』など、メンバーそれぞれが北海道各局のテレビ番組・ラジオ番組に出演する。2001年から2004年まで、北海道テレビで放送された『ドラバラ鈴井の巣』にはメンバー全員がレギュラー出演。2001年には、AIR-G'で、冠ラジオ番組『NACS GOTTA ME!』の放送が開始（2005年に放送終了）。2003年には、北海道テレビで、冠番組『ハナタレナックス』の放送が開始（現在もNACSのメンバー全員が出演する唯一のレギュラー番組として放送中である）。公演以外では、主に、深夜番組に出演するローカルタレント集団として活動していた。
『水曜どうでしょう』のヒットをきっかけに大泉目当てに演劇に関心のない人が足を運ぶようになったことで、2002年の『WAR〜戦い続けた兵たちの誇り』では、演劇文化が活発でない北海道では異例の9,500人を動員するなど、公演は観客数が伸び、2000年代はじめには北海道内で圧倒的人気を確立するようになった。だが、鈴井亜由美（当時）は、「地デジ化への設備投資が負担になり、地方局が番組づくりに十分な資金を回せなくなる」という不安と、「地元北海道限定の活動では彼らの能力を伸ばしきることは出来ない」という危機感をいだき、全国展開を模索。その後、2002年の本公演『WAR〜戦い続けた兵たちの誇り』を観劇し、将来性を感じたサンシャイン劇場の山本和彦プロデューサーから2年後に東京で舞台公演を行ってほしいという誘いを受けた事をきっかけに、東京進出の準備に入った。

### 東京進出後
2004年5月に、『LOOSER〜失い続けるアルバム』で初めて東京での公演を行い、TEAM NACSとして東京に初進出を果たす。当時は「東京地方公演」と称していた。これについて森崎は「東京でやるのが怖かった。僕らはライバルのあまりいない北海道でやっていた“こそこそグループ”でしたから。プレッシャーから解放されたくて、『修学旅行気分でディズニーランドに寄って帰ります』なんて言っていた」と振り返っている。
また、2004年12月15日に、大手芸能事務所・アミューズと業務提携を行い、以後は道内の仕事はCREATIVE OFFICE CUE、道外の仕事はアミューズが手掛ける形となる。アミューズとの提携直前には、鈴井亜由美（当時）が、「これからは全国を相手にした仕事をしてもらいます」と告げたところ、東京で本格的に役者の仕事をすることに前向きな覚悟を示すメンバー達の中で、大泉は「ぬるま湯にいたいのに芸能界なんて熱湯みたいな世界に行くのは絶対に嫌だ」と拒否した。しかし、「北海道の成功例を作って欲しい」と再説得したところ納得したという。
アミューズとの業務提携後の初事業として、「色々な人に見せたい」というアミューズ会長の大里洋吉の思いから、同年12月21日、22日には、日本青年館で『LOOSER〜失い続けるアルバム』の東京アンコール公演を行う。
また、大泉が、2005年1月から3月まで放送された、フジテレビ制作の『救命病棟24時（第3シリーズ）』にて、キー局制作のテレビドラマに初出演。以降、メンバーが、東京のキー局制作のテレビドラマや、映画などに出演するなど、全国的に活動するようになった。また、2005年4月から8月には『COMPOSER〜響き続ける旋律の調べ』で初めて全国ツアー公演を行う。
一方で、『LOOSER〜失い続けるアルバム』では、東京進出へのプレッシャーを感じ、芝居作りが楽しめなくなっていた。そして、『COMPOSER〜響き続ける旋律の調べ』と、『HONOR〜守り続けた痛みと共に』（2007年）では、東京進出によって、東京の他の劇団の舞台を見たり、ドラマや映画で技量や表現力が格上の俳優と共演したことで、舞台の質を上げなければいけない感じるようになっていた。また、舞台の公演を関係者に見てもらい、ドラマや映画の役を取らなければいけないという考えがあり、全員を目立たせ、おいしいシーンをつくらなければいけなかった。それぞれが脚本に対し、意見を述べるようにもなった。一方で、メンバーに駄目出しされることを受け入れらないとも思っていた。そのため、東京進出への葛藤やメンバー同士の嫉妬もあり、メンバー同士の関係が揺れ、「芝居を打つほど仲が悪くなる」と自嘲する程に舞台の制作過程で衝突することが増えるようになった。
そして、空気を変えようと、『下荒井兄弟のスプリング、ハズ、カム。』（2009年）では、大泉が自ら名乗り出て脚本・演出を手掛けたが、稽古では過去最悪の空気が流れてしまった。それにより、解散や脱退を考えた時期もあり、何度も解散の危機はあったという。そうした中で、月に1度メンバーが集まる『ハナタレナックス』のロケは、「人間関係がうまくいかない時期も集まらないといけない。NACSが続いていく上でいい機会になっている」と『ハナタレナックス』のエグゼクティブ・プロデューサーである杉山順一は述べている。
そのため、『COMPOSER〜響き続ける旋律の調べ』から『下荒井兄弟のスプリング、ハズ、カム。』までは2年の間隔で公演を行っていたが、2年の間隔では、劇場の予約を取るために、公演の終了後すぐに、次の公演を考えなければいけないということから、長く続けるためとして、2012年の『WARRIOR〜唄い続ける侍ロマン〜』以降は3年の間隔で舞台の公演を行うようになった。また、メンバーが脚本・演出をすると揉めるということから、『WARRIOR〜唄い続ける侍ロマン〜』では脚本を初めて外部に委託することになり、宇田学を起用した。次の『悪童』（2015年）では脚本に古沢良太・演出にマギーを起用し、脚本と演出の両方を外部に委託。『悪童』での外部による脚本・演出については、安田は、これまで脚本がセリフも構成も変えていたことを踏まえ、「脚本を変えることは、個々のエゴが出るし、僕は役の幅を狭めるんじゃないか。何度も稽古を重ねるうちに、『ああ、こういう意味だったんだ』と言葉が自分のものになっていく。自分の感性だけを押し通していたら、しょせん井の中の蛙じゃないか。だから、（脚本を）受け入れることは絶対に必要だし、『悪童』ではそれができるんじゃないか」「東京に出て経験を積み、仕事に向き合って、いろいろなものを見た。それを経て、『じゃあチャレンジしてみようよ』というのが『悪童』だ」とも話していた。また、安田は「最終的には森崎さんの脚本・演出でやりたい。TEAM NACSを作った彼のもとでずっと一緒にいたいと僕は思っているし、他のメンバーもそう思ってくれているんじゃないでしょうか」と話している。以降も『PARAMUSHIR〜信じ続けた士魂の旗を掲げて』（2018年）では、脚本を林民夫が、『マスターピース〜傑作を君に〜』（2021年）では、脚本を喜安浩平・演出をマギーが担当している。
また、2012年には、北海道放送（HBC）製作により、TBS系で連続主演ドラマ『スープカレー』が放送された。
結成20周年を迎えた2016年頃からはメンバー全員がNACSとして半永久的に活動を継続する意向を示しており、マスコミの取材においても「お客さんが求める限り解散はない」と断言する機会が増えた。森崎は「最年少の音尾が80歳になる2056年までは解散せずに続けたい」と話している。
2021年には結成25周年を迎え、WOWOWで『がんばれ!TEAM NACS』が放送された。

## 舞台
TEAM NACSとしての舞台について記載する。メンバーが単独出演する舞台については、各個人の項を参照。客演・出演の欄の所属劇団は公演当時。

### 本公演
- TEAM NACSの舞台公演は当初は事務所は介入せず、「TEAM NACS PROJECT」（TNP）と呼ばれる有志がスタッフとして制作に関わっていた。2004年「LOOSER」の東京公演以降はCREATIVE OFFICE CUEとアミューズが企画・製作に携わっている[7][98]。
- 森崎が脚本・演出を担当した公演名は、メインタイトルが「〜R」で終わり、サブタイトルに「続ける」・「続けた」などの語句が含まれている特徴がある[注釈 11]。

#### 解散公演
「LETTER〜変わり続けるベクトルの障壁」
脚本：森崎博之、演出：イナダ
劇団イナダ組プロデュース作品にして、森崎・安田の大学卒業・就職による旗揚げ解散記念公演、及び初公演作品。当時のチラシには、「やっぱりあった最後のお祭り。チームナックスこれにて解散!!」と書かれている。この当時、TEAM NACSの知名度は全く無く、北海学園大学学内でも知る者はほとんどいなかった。
- 1996年3月7日 - 3月10日、ルネッサンス・マリア・テアトロ

全6公演、動員数1,000人
客演：川井竜輔、棚田佳奈子、出口綾子、庄本緑子、KAME、青山亜子、山村素絵、中橋綾子、奥里奈（以上、劇団イナダ組）、北海学園大学演劇研究会、小島達子

#### 復活公演
「RECOVER〜描き続けるもう一つの結論」
脚本・演出：森崎博之
森崎・安田の復活記念公演。前作から1年3か月を経て復活となった。
- 1997年8月8日 - 8月10日、ルネッサンス・マリア・テアトロ

全5公演、動員数1,200人
客演：小山めぐみ（劇団SKグループ）、前説に川井"J"竜輔（劇団イナダ組）

#### 卒業公演
「FEVER〜眺め続けた展望の行方」
脚本・演出：森崎博之
演劇集団としての活動を行うことが正式決定し。「FEVER」はアマチュアからの卒業記念。大泉も無事大学を卒業した。小劇場を飛び出し、初めてのホールでの芝居を行った。NACSの公演では、初めて客演を呼ばず、5人だけでの舞台となった。2003年5月に森崎主宰のモリプロの旗揚げ公演「改FEVER～眺め続けた展望の行方～」で再演された。
- 1998年3月18日 - 3月21日、札幌サンプラザホール

全5公演、動員数2,500人

#### デビュー公演
「再演DOOR〜在り続けるためのプロセス」
脚本・演出：森崎博之
プロの演劇集団としてのデビュー記念作品。卒業公演から1か月余りでの公演。森崎が脚本を担当し、メンバー全員が出演した、北海学園大学演劇研究会第42回定期公演「DOOR〜在り続けるためのプロセス〜」の再演。今回の公演で、初めて黒字となり、打ち上げ代が公演の売り上げからまかなえるようになった。
- 1998年4月28日 - 5月9日、ルネッサンス・マリア・テアトロ

全14公演、動員数4,000人
客演：川井"J"竜輔、出口綾子、山村素絵、小島達子（以上、劇団イナダ組）、小山めぐみ（劇団SKグループ）、清水友陽（清水企画）、和田和美

#### 冒険公演
「ESCAPER〜探し続けていた場所」
脚本・演出：森崎博之
これまでは、脚本担当の森崎の自伝的なストーリ（ノンフィクション）を元にしてあったが、初めて完全なフィクション作品となった。また、TEAM NACSでは初となる複数会場での公演となり、舞台装置は全部パネルだったが、初めてセットを組んだ公演であった。
また、この年、戸次重幸と音尾琢真が大学を卒業。しかし、公演のため卒業式典には出席せず、ファンが卒業式を敢行。
- 1999年3月19日 - 3月21日、道新ホール
- 1999年4月1日 - 4月15日、ルネッサンス・マリア・テアトロ

全20公演、動員数7,000人
客演：川井"J"竜輔・小島達子（以上、劇団イナダ組）、小山めぐみ（劇団SKグループ）

#### 番外公演
「FOUR〜求め続けた奴等の革命」
短編4話の構成。安田・戸次・大泉・音尾が、1話ずつ脚本を担当。TEAM NACSで初めて森崎以外のメンバーが担当した。「TEAM-NACS 2000年プロジェクト第1弾」として敢行し、第2弾予告として「WAR」の一部を演じた。しかし、後述の理由により、「WAR」は翌々年の公演となった。演目は下記の通り。このうち「King of Curry」は2016年の「TEAM NACS XX」で朗読劇として上演された。また、「ナックス・ハリケーン」の挿入歌で、大泉が作詞・作曲した『ナックスハリケーン』は2004年にCD化された。
「通販番組」 - 脚本・演出：佐藤重幸（現：戸次重幸）
「King of Curry」 - 脚本・演出 ：音尾琢真
「ナックス・ハリケーン」 - 脚本・演出 ：大泉洋
「すばらしい日々」 - 脚本：安田顕 
- 2000年2月22日 - 2月29日、ルネッサンス・マリア・テアトロ

全12公演、動員数3,000人

#### ときめき公演
「LOVER〜想い続けたキミへの贈り物」
脚本・演出：森崎博之
予告では、「WAR」が上演される予定だった。しかし、後述の理由により、急遽差し替えとなった。2006年3月から、コミック化が決定（月刊ザデザート4月号、作画：岡井ハルコ）し、TEAM NACS初のメディアミックス作品となる。
この公演では、大泉が本番5分前に便意でトイレに駆け込んだことで、開演5分が遅れ、公演後に、森崎と大声で怒鳴り合い、仲たがいした、トラブルが発生した。
- 2001年2月7日 - 2月16日、サッポロファクトリーホール

全14公演、動員数8,000人
客演：小山めぐみ、福村澄江（以上、SKグループ）、小島達子、川井"J"竜輔、山村素絵（以上、劇団イナダ組）

#### 約束公演
「WAR〜戦い続けた兵たちの誇り」
脚本・演出：森崎博之
「FOUR」の時点で次回公演として告知されていた演目。ファンとの「約束」を果たした。本来は2000年5月開演の予定であった。しかし、会場のルネッサンス・マリア・テアトロが同年3月限りで閉鎖し、代替の劇場が見つからず延期となっていた。
- 2002年4月27日 - 5月9日、Zepp Sapporo

全18公演、動員数9,500人
客演：札幌演劇界から以下、15人の客演を投入（所属は公演当時のもの）。NACSもあわせて「20人男だらけ」の芝居。
川井"J"竜輔（劇団イナダ組）、江田由紀浩（劇団イナダ組・劇団SKグループ）、藤尾仁志・河野真也（以上、オクラホマ）、高橋逸人（現・明逸人、劇団RUSH!!）、竹田幸平・ 浦本英輝（以上、EC.DELTA）、小松悟（空の魚・アインシュタインシアター）、岩田雄二（サードファクトリー）、頭金豊（マルチの力学）、谷口健太郎・谷川登・長谷武（以上、北海学園大学演劇研究会）、夏井坂元喜・及能大輔（以上、札幌医科大学演劇部）

#### 9th stage
「ミハル」
脚本・演出：佐藤重幸（現：戸次重幸）
戸次が脚本・演出を担当。シアターテレビジョンで放送された。
- 2003年2月4日 - 2月15日、道新ホール

全12公演、動員数7,000人

#### 第10回公演
「LOOSER〜失い続けてしまうアルバム」
脚本・演出：森崎博之
幕末の新撰組と長州藩を題材にしており、NACSが初めて歴史物に挑戦した作品。また、初めて東京での地方公演を行う。5人だけでそれぞれ複数の役を演じるというスタイルは、2008年の「下荒井兄弟〜」まで続いた。佐藤が現代からタイムスリップして山南敬助、大泉が土方歳三、森崎が近藤勇、音尾が沖田総司、安田が芹沢鴨を演じた。音楽制作は田中一志と下川佳代が担当。2011年の「5D DIMENTIONS」で「LOOSER6」として設定に一部変更が加えられて上演された（後述）。また、2019年6月、崎山つばさ、鈴木裕樹、磯貝龍乎、木ノ本嶺浩、株元英彰によって再演された。
- 札幌公演：2004年3月4日 - 3月15日、サッポロファクトリーホール
- 東京公演：2004年5月14日 - 5月16日、池袋サンシャイン劇場

全18公演、動員数11,600人
- アンコール公演：2004年12月21日・12月22日、日本青年館

全3公演、動員数3,800人

#### 全国公演
LAWSON PRESENTS「COMPOSER〜響き続ける旋律の調べ」
脚本・演出：森崎博之（・TEAM NACS）
協賛：ローソン／企画・製作：クリエイティブオフィスキュー、アミューズ
今作で初めて全国ツアーを敢行。ベートーヴェンやモーツァルトなどのバロック音楽の作曲家を題材にしており、大泉がルートヴィヒ・ヴァン・ベートーヴェン、安田がヴォルフガング・アマデウス・モーツァルトの亡霊、森崎がアントニオ・サリエリ、佐藤がフランツ・シューベルト、音尾がカール・ヴァン・ベートーヴェンを演じた。
作曲家・ヴァイオリニストのNAOTOが音楽制作で参加。以降、「下荒井兄弟のスプリング、ハズ、カム。」以外の全ての本公演作品で音楽をNAOTOが手掛けている。
香川公演の日には、コウモリが現れ、ステージ上に落ちてくるという、ハプニングが発生した。
- 札幌公演：2005年4月29日 - 5月9日 道新ホール（主催：北海道新聞社）
- 広島公演：2005年5月14日・5月15日、広島市西区民文化センター（主催：tss テレビ新広島）
- 東京公演：2005年5月18日 - 5月22日、池袋サンシャイン劇場（主催：フジテレビ）
- 秋田公演：2005年5月28日・5月29日、秋田県児童会館（主催：秋田テレビ）
- 大阪公演：2005年6月5日・6月6日、シアター・ドラマシティ（主催：関西テレビ放送）
- 仙台公演：2005年6月17日・6月18日、仙台市青年文化センターシアターホール（主催：OX 仙台放送）
- 名古屋公演：2005年6月23日・6月24日、名古屋アートピアホール（主催：東海テレビ放送）
- 浜松公演：2005年7月23日・7月24日、フォルテ（主催：テレビ静岡）
- 香川公演：2005年8月4日・8月5日、香川県県民ホール アクトホール（主催：OHK 岡山放送）
- 福岡公演：2005年8月13日・8月14日、福岡ももちパレス（主催：テレビ西日本）
- 新潟公演：2005年8月25日・8月26日、新潟市音楽文化会館（主催：NST 新潟総合テレビ）
- 札幌凱旋公演：2005年8月31日 - 9月2日 サッポロファクトリーホール
  - 9月2日の最終公演には、仙台（イズミティ21大ホール）・東京（日比谷公会堂）・大阪（大阪府立青少年会館）でクローズドサーキットを開催。
  - また、公演終了後の2005年9月30日 - 10月10日に、北見（北見市民会館）・帯広（帯広市民文化ホール）・函館（函館市民会館）・旭川（旭川市民文化会館）で、上映会＆トークショーを開催。

全61公演、動員数40,000人

#### ふるさと公演
Glico PRESENTS「HONOR〜守り続けた痛みと共に」
脚本・演出：森崎博之
協賛：江崎グリコ／企画・製作：クリエイティブオフィスキュー、アミューズ
北海道の架空の小さな村・恵織村を舞台とした作品。
- 東京公演：2007年3月9日 - 4月1日、天王洲 銀河劇場 （協力：天王洲 銀河劇場）
- 大阪公演：2007年4月6日 - 4月15日、シアター・ドラマシティ（主催：関西テレビ放送・FM802）
- 札幌公演：2007年4月26日 - 5月13日、道新ホール（主催：北海道新聞社・北海道テレビ放送・AIR-G' FM北海道）

全63公演、動員数48,000人

#### 第13回公演
「下荒井兄弟のスプリング、ハズ、カム。」
脚本・演出：大泉洋
協力：ローソン、エンタメポスト／後援：全日空／企画・製作：クリエイティブオフィスキュー、アミューズ
大泉が脚本・演出を担当。本間昭光が音楽を担当。2012年に『親父がくれた秘密〜下荒井5兄弟の帰郷〜』のタイトルでテレビ東京にてテレビドラマとしてリメイクされた（監督：深川栄洋、主演：大森南朋）。
- 東京公演：2009年2月20日 - 3月4日、池袋サンシャイン劇場
- 大阪公演：2009年3月18日 - 3月24日、イオン化粧品シアターBRAVA!
- 福岡公演：2009年3月27日 - 3月29日、ももちパレス（主催：RKB毎日放送）
- 名古屋公演：2009年4月3日 - 4月5日、名鉄ホール
- 仙台公演：2009年4月9日 - 4月12日、電力ホール
- 札幌公演：2009年4月17日 - 4月29日、道新ホール（主催：北海道新聞社、北海道放送）

全64公演、動員数53,000人

#### ニッポン公演
「WARRIOR〜唄い続ける侍ロマン」
原案・演出：森崎博之
脚本：宇田学
協賛：ローソン、日本航空、アパホテル／企画・製作：クリエイティブオフィスキュー、アミューズ
TEAM NACSとしては始めて、脚本を外部に任せる形となった。戦国時代を舞台としている。柴田勝家を森崎、徳川家康を安田、織田信長を戸次、明智光秀を大泉、豊臣秀吉を音尾が演じた。
- 札幌公演：2012年3月30日 - 4月4日、札幌市民ホール
- 函館公演：2012年4月6日、函館市民会館 大ホール
- 秋田公演：2012年4月8日、秋田県児童会館
- 盛岡公演：2012年4月11日、キャラホール
- 仙台公演：2012年4月13日 - 4月15日、仙台 電力ホール
- 新潟公演：2012年4月17日、新潟市民芸術文化会館（りゅーとぴあ）・劇場
- 静岡公演：2012年4月19日、静岡市民文化会館 中ホール
- 名古屋公演：2012年4月21日 - 4月23日、名鉄ホール
- 金沢公演：2012年4月26日、金沢市文化ホール
- 大阪公演：2012年4月28日 - 5月6日、森ノ宮ピロティホール
- 高松公演：2012年5月8日、サンポートホール高松 大ホール
- 高知公演：2012年5月10日、高知市文化プラザかるぽーと 大ホール
- 広島公演：2012年5月12日・5月13日、はつかいち文化ホール さくらぴあ
- 山口公演：2012年5月15日、山口市民会館 大ホール（主催：tysテレビ山口、公益財団法人山口市文化振興財団）
- 鹿児島公演：2012年5月19日・5月20日、鹿児島市民文化ホール 第2ホール（主催：KKB鹿児島放送）
- 熊本公演：2012年5月23日、崇城大学市民ホール（熊本市民会館）（主催：TKUテレビ熊本）
- 福岡公演：2012年5月25日 - 5月27日、キャナルシティ劇場
- 東京公演：2012年5月30日 - 6月10日、赤坂ACTシアター

客演：飯田隆裕（スパイスガーデン）、井上和茂、梅田喬、大野朱美、栗原寛孝（スパイスガーデン）、黒岩司、後藤祐香、菅原健志、田中温子、新田健太、広瀬諒人、松尾英太郎（スパイスガーデン）、宮川康裕、山中雄輔（スパイスガーデン）、和田成正（スパイスガーデン）
全59公演、動員数70,000人

#### 第15回公演
「悪童」
脚本：古沢良太
演出：マギー
協賛：ローソン／企画・製作：クリエイティブオフィスキュー、アミューズ
TEAM NACSとしては初めて、脚本と演出を完全に外部に任せるというスタイルを取った。2016年の「CUE DREAM JAM-BOREE」で大泉が手掛けた後日談のストーリーが上演された。
- 大阪公演：2015年7月15日 - 7月20日、森ノ宮ピロティホール
- 仙台公演：2015年7月22日 - 7月23日、電力ホール
- 盛岡公演：2015年7月25日 - 7月26日、盛岡市民文化ホール
- 札幌公演：2015年7月30日 - 8月2日、わくわくホリデーホール（札幌市民ホール）
- 名古屋公演：2015年8月5日 - 8月9日、名古屋市公会堂
- 新潟公演：2015年8月13日 - 8月16日、新潟テルサ
- 福岡公演：2015年8月19日 - 8月23日、キャナルシティ劇場
- 東京公演：2015年8月26日 - 9月6日、EX THEATER ROPPONGI
  - 9月6日の千秋楽公演では、全国の映画館でライブ・ビューイングが行われた。

全53公演、動員数60,000人（千秋楽ライブビューイング30,000人を含み90,000人）

#### 第16回公演
「PARAMUSHIR〜信じ続けた士魂の旗を掲げて」
原案・演出：森崎博之
脚本：林民夫
協賛：ローソン／企画・製作：クリエイティブオフィスキュー、アミューズ
PARAMUSHIRは千島列島の北東部にある島・幌筵島のことであり、公演名及び作中での読みは「ポロモシル」。この読みは公演中、伏せられていた。また、副題の「士魂」は戦車第11連隊の別称である。ポツダム宣言後の幌筵島・占守島を舞台に攻め込んでくるソ連軍から故郷の北海道を守る、というストーリ。
- 大阪公演：2018年2月3日 - 2月11日、森ノ宮ピロティホール
- 愛知公演：2018年2月13日 - 2月18日、東海市芸術劇場
- 札幌公演：2018年2月22日 - 2月25日、ニトリ文化ホール
- 仙台公演：2018年3月1日 - 3月4日、東京エレクトロンホール宮城
- 福岡公演：2018年3月9日 - 3月11日、福岡サンパレス
- 東京公演：2018年3月14日 - 4月1日、TBS赤坂ACTシアター
  - 4月1日の千秋楽公演では、全国の映画館でライブ・ビューイングが行われた。

全56公演、動員数80,000人（千秋楽ライブビューイング35,000人を含み115,000人）
客演：小此木まり、荒居清香、伊藤駿九郎、梅田喬、黒岩司、佐藤亮太、津田幹土、新田健太、原田新平、廣瀬真平、古川ヒロシ、松尾英太郎（スパイスガーデン）、三木秀甫、森下ひさえ、山中雄輔（スパイスガーデン）

#### 第17回公演
「マスターピース～傑作を君に～」
脚本：喜安浩平
演出：マギー
協賛：ローソン／企画・製作：クリエイティブオフィスキュー、アミューズ
昭和中期の熱海温泉を舞台に繰り広げられる脚本家たちが傑作を求めて執筆する物語。
- 大阪公演：2021年4月5日 - 4月11日、COOL JAPAN PARK OSAKA WWホール
- 広島公演：2021年4月13日 - 4月15日、上野学園ホール
- 福岡公演：2021年4月17日 - 4月21日、福岡市民会館
- 愛媛公演：2021年4月24日 - 4月25日、松山市民会館大ホール
- 仙台公演：2021年4月28日 - 4月29日、電力ホール
- 新潟公演：2021年5月1日 - 5月2日、新潟テルサ
- 長野公演：2021年5月4日 - 5月5日、まつもと市民芸術館
- 名古屋公演：2021年5月7日 - 5月8日、名古屋市公会堂大ホール
- 東京公演：2021年5月12日 - 5月23日、EX THEATER ROPPONGI
- 北斗公演：2021年5月28日 - 5月30日、北斗市総合文化センター・かなで～る
- 札幌公演：2021年6月1日 - 6月6日、カナモトホール（札幌市民ホール）
  - 6月6日の千秋楽公演では、全国の映画館でのライブ・ビューイング及び特典映像付きのストリーミング配信が行われた。

全57公演、動員数70,000人（千秋楽ライブビューイング・ストリーミング&配信33,000人を含み102,000人）

### TEAM NACS SOLO PROJECT

#### 安田顕ソロ公演

##### 「安田顕 ひとり語り2014〜ギターの調べとともに。」
原案：能勢紘也「日傘と剃刀」
脚色・出演：安田顕
演出：マギー
ギター：古澤剛
安田が東京でたまたま会ったシンガーソングライターの古澤剛と話をしているうちに、共通の知り合いである樋口了一つながりで意気投合したのがきっかけ。安田が語りを、古澤がギターを担当した公演。
- 小浜公演：2014年8月2日 - 8月3日、常高寺
- 各務原公演：2014年8月4日、村国座
- 米子公演:2014年8月6日、ギャラリア大正蔵
- 京都公演：2014年8月8日 - 8月12日、金剛能楽堂
- 香南公演：2014年8月13日、弁天座
- 福岡公演：2014年8月15日 - 8月17日、イムズホール
- 東京公演：2014年8月23日 - 8月31日、シアターサンモール
- 新潟公演：2014年9月3日、りゅーとぴあ能楽堂
- 仙台公演：2014年9月4日 - 8月5日、福祉プラザふれあいホール
- 盛岡公演：2014年9月6日、プラザおでって おでってホール
- 青森公演：2014年9月7日、県民福祉プラザ県民ホール
- 札幌公演：2014年9月11日 - 9月14日、生活支援型文化施設コンカリーニョ

全42公演、動員数：11,000人

#### 戸次重幸ソロ公演

##### 「GHOOOOOST!!」
作：佐藤重幸（現：戸次重幸）
演出：福島三郎
- 東京公演：2007年8月11日 - 8月21日、紀伊国屋サザンシアター
- 札幌公演：2007年8月25日 - 8月30日、道新ホール

全23公演、動員数：12,000人
出演：大河内浩、二瓶鮫一、野仲イサオ、音尾琢真、佐藤重幸（現：戸次重幸）、加藤貴子

##### 「ライトフライト〜帰りたい奴ら〜」
作：戸次重幸
演出：福島三郎
- 東京公演：2009年10月16日 - 10月25日、サンシャイン劇場
- 大阪公演：2009年11月12日 - 11月15日、シアター・ドラマシティ
- 札幌公演：2009年11月19日 - 11月23日、道新ホール

全27公演、動員数：18,000人
出演：川原亜矢子、六角慎司、野仲イサオ、蘭香レア、小松彩夏、福島カツシゲ、川井“J”竜輔、戸次重幸、加藤貴子

##### 戸次重幸一人舞台「ONE」
作：戸次重幸
演出：福島カツシゲ
- 東京公演：2014年1月23日 - 1月29日、新宿 紀伊國屋ホール
- 札幌公演：2014年2月1日 - 2月2日、かでるホール
- 仙台公演：2014年2月4日 - 2月5日、イズミティ21 小ホール
- 新潟公演：2014年2月8日 - 2月9日、新潟県民会館 小ホール
- 名古屋公演：2014年2月10日 - 2月11日、テレピアホール
- 大阪公演：2014年2月13日 - 2月16日、ABCホール
- 福岡公演：2014年2月21日 - 2月23日、イムズホール

全32公演、動員数：12,000人

##### 「MONSTER MATES」
作・演出：戸次重幸
メインビジュアルが実写とイラストの2種類が存在し、イラストは『うしおととら』などで知られる漫画家の藤田和日郎が手掛けている。
- 東京公演：2019年2月8日 - 2月13日、EX THEATER ROPPONGI
- 福岡公演：2019年2月16日 - 2月17日、福岡国際会議場メインホール
- 札幌公演：2019年2月22日 - 2月24日、道新ホール
- 大阪公演：2019年3月1日 - 3月3日、森ノ宮ピロティホール

出演：本郷奏多、青柳翔（劇団EXILE）、前野朋哉、戸次重幸、吉沢悠

#### 音尾琢真ソロ公演

##### Ottey Ottoman WORLD TOUR 2014 in JAPAN「REBIRTH」
- 札幌公演：2014年8月20日 - 8月21日、cube garden
- 仙台公演：2014年8月26日、Rensa
- 名古屋公演：2014年8月27日、Electric Lady Land
- 高松公演：2014年8月30日、MONSTER
- 大阪公演：2014年9月3日、umeda AKASO
- 福岡公演：2014年9月5日、BEAT STATION
- 東京公演：2014年9月9日 - 9月10日、LIQUIDROOM

全9公演

### 記念企画

#### TEAM NACS 10th Anniversary「TEAM NACS TEN」
10周年を振り返る映像上映、トークイベント。次回公演（HONOR）の予告も上演された。DVD「HONOR〜守り続けた痛みと共に〜」の特典映像として、東京公演の一部を観ることができる。
- 仙台公演：2007年1月12日、宮城県民会館
- 福岡公演：2007年1月14日、メルパルクホールFUKUOKA
- 大阪公演：2007年1月16日、大阪厚生年金会館大ホール
- 東京公演：2007年1月18日、渋谷公会堂
- 名古屋公演：2007年1月21日、愛知厚生年金会館
- 札幌公演：2007年1月28日、北海道厚生年金会館

#### TEAM NACS FILMS「N43°」
メンバー5人それぞれが監督・脚本を手がけたオムニバスショートムービーの全国上映ツアー。2009年2月から劇場公開、9月にDVDリリース。
- 仙台公演：2008年11月4日 - 11月5日、Zepp Sendai
- 新潟公演 ：2008年11月6日、新潟テルサ
- 浜松公演：2008年11月10日、アクトシティ浜松
- 名古屋公演：2008年11月11日 - 11月12日、Zepp Nagoya
- 札幌公演：2008年11月14日 - 11月16日、Zepp Sapporo
- 大阪公演：2008年11月18日 - 11月19日、Zepp Osaka
- 広島公演：2008年11月20日、広島アステールプラザ大ホール
- 福岡公演：2008年11月22日、Zepp Fukuoka
- 東京公演：2008年11月25日 - 11月27日、Zepp Tokyo

#### TEAM NACS 15th project「5D-FIVE DIMENSIONS-」
「5人それぞれのやりたいこと」と銘打っての15周年企画。映像ソフトはリリースされておらず、限定生産された写真集の特典DVDにダイジェスト映像が収録されている。総動員数60,000人。

##### 森崎博之公演「LOOSER6」
作・演出：森崎博之
「LOOSER」（2004年）の再演。主人公が森崎演じる40歳のサラリーマンに変更や新キャラクターの追加など、単なる再演にとどまらずストーリーにも多少の差異がある。
- 札幌公演：2011年5月3日 - 5月4日、道新ホール
- 東京公演：2011年5月11日 - 5月15日、サンシャイン劇場
- 大阪公演：2011年5月21日 - 5月22日、森ノ宮ピロティホール

出演：森崎博之、佐野大樹（*pnish*）、森山栄治（*pnish*）、鷲尾昇（*pnish*）、土屋裕一（*pnish*）、飯野雅彦

##### 戸次重幸公演「totsugi式」
作・演出：戸次重幸
コメディアン、舞台俳優、脚本家と、多彩・多才な出演者を招いてのコントライブ。
- 札幌公演：2011年6月10日 - 6月11日、北海道鍼灸専門学校 かでるホール
- 大阪公演：2011年6月15日 - 6月17日、ABCホール
- 福岡公演：2011年6月18日 - 6月19日、イムズホール
- 仙台公演:2011年6月22日 - 23日、仙台イズミティ21 ※東日本大震災の影響で、仙台公演は中止となった。
- 名古屋公演：2011年6月25日 - 6月26日、テレピアホール
- 東京公演：2011年6月27日 - 6月30日、渋谷区文化総合センター大和田 さくらホール

出演：片桐仁、本多力（ヨーロッパ企画）、大宮エリー、戸次重幸

##### 音尾琢真公演「Ottey Ottoman World Tour 2011 in JAPAN」
スーパープロデューサー：音尾琢真
出演：オッティ・オットマン（音尾琢真）
「1970年代に活躍した日系アメリカ人ロックスター『オッティ・オットマン』のジャパンツアー」という設定の音楽ライブ。すべての楽曲を音尾自身が手がけている。数曲の着うた配信のほか、ライブ盤CD「Ottey Ottoman World Tour 2011 in JAPAN」が、完全予約限定で生産された。
- 札幌公演：2011年9月7日 - 9月8日、cube garden
- 東京公演：2011年9月10日、ebisu LIQUIDROOM
- 大阪公演：2011年9月11日、umeda AKASO
- 東京公演（追加公演）：2011年9月16日、赤坂BLITZ

##### 大泉洋公演「大泉ワンマンショー」
作・演出・出演：大泉洋
大泉が小学生のころから周囲に薦められながらも実現しなかった「ワンマンショー」。トーク、モノマネ、歌、落語など、大泉自身を「魅せる」ステージとなった。舞台セット転換中の映像は、『水曜どうでしょう』の嬉野雅道ディレクターが撮影を、藤村忠寿ディレクターが編集を行った。ワンマンショー初日を1週間後に控えたある日、舞台転換中の映像が用意できていない大泉が藤村Dと嬉野DをOFFICE CUEの事務所に呼び出し、事情を説明して舞台転換用の映像の制作を発注。その発注を受けた藤村Dが企画したのは大泉が「藤村Dが思い描く大泉ワンマンショー」を行う、というものだった。この舞台セット転換中の映像は、水曜どうでしょうDVD全集 第19弾「試験に出るどうでしょう 石川県・富山県/四国八十八ヵ所II」に特典映像として収録されている。
- 東京公演：2011年9月29日 - 10月2日、サンシャイン劇場
- 札幌公演：2011年10月8日 - 10月10日、道新ホール
- 秋田公演：2011年10月14日、秋田県児童会館
- 新潟公演：2011年10月18日、新潟市民芸術文化会館（りゅーとぴあ）・劇場
- 静岡公演：2011年10月21日、静岡市民文化会館 中ホール
- 名古屋公演：2011年10月23日、名鉄ホール
- 大阪公演：2011年10月25日 - 10月27日、サンケイホールブリーゼ
- 高松公演：2011年10月30日、サンポートホール高松 大ホール
- 広島公演：2011年11月3日、アステールプラザ 大ホール
- 福岡公演：2011年11月5日、福岡市民会館 大ホール
- 仙台公演：2011年11月9日、仙台電力ホール

##### 安田顕公演「港町13番勝負 安田顕ひとり語り～おもだって、僕の父親の話です。」
作・演出・出演：安田顕
安田が雑誌papyrusに連載していたエッセイ「北海道室蘭市本町一丁目四十六番地」（同タイトルで2011年10月書籍化）を元にした独演。話芸、活弁、落語、ひとり芝居、弾き語りなど、さまざまなスタイルの「語り」で、自身の父親やふるさとを語った。
港町13番公演
- 博多公演：2011年11月2日、イムズホール
- 大分公演：2011年11月3日、T.O.P.S Bitts HALL
- 下関公演：2011年11月5日、下関市生涯学習プラザ風のホール
- 呉公演：2011年11月6日、呉市きんろうプラザ 3F 大ホール
- 境港公演：2011年11月7日、夢みなとタワー 3F 夢みなとシアター
- 新潟公演：2011年11月9日、新潟LOTS
- 酒田公演：2011年11月10日、港座
- 仙台公演：2011年11月11日、仙台Rensa
- 盛岡公演：2011年11月12日、PERSONA HALL
- 青森公演：2011年11月13日、ねぶたの家 ワ・ラッセ
- 函館公演：2011年11月16日、金森ホール
- 室蘭公演：2011年11月17日、ディノスシネマズ室蘭（旧室蘭劇場）
- 小樽公演：2011年11月18日、小樽 GOLD STONE

番外公演
- 札幌公演：2011年11月19日 - 11月21日、cube garden
- 大阪公演：2011年11月24日 - 11月26日、ABCホール
- 東京公演：2011年11月28日 - 12月4日、渋谷区文化総合センター大和田 伝承ホール

#### TEAM NACS 20th Anniversary「TEAM NACS XX（twenty）」
20周年記念イベント。11月25日の東京公演がライブビューイングで上映され、「TEAM NACS 20th Anniversary Blu-ray BOX」の映像特典に収録されている。
- 札幌公演：2016年11月4日 - 11月5日、わくわくホリデーホール（札幌市民ホール）
- 函館公演：2016年11月7日、函館市民会館 大ホール
- 大阪公演：2016年11月10日、オリックス劇場
- 福岡公演：2016年11月12日、福岡サンパレス
- 名古屋公演：2016年11月13日、日本特殊陶業市民会館 ビレッジホール
- 高松公演：2016年11月15日、サンポートホール高松 大ホール
- 仙台公演：2016年11月17日、仙台サンプラザホール
- 広島公演：2016年11月19日、広島上野学園ホール
- 長野公演：2016年11月22日、ホクト文化ホール（長野県県民文化会館）大ホール
- 金沢公演：2016年11月23日、北陸電力会館 本多の森ホール
- 東京公演：2016年11月24日 - 11月25日、昭和女子大学 人見記念講堂
- 熊本公演（追加公演）：2016年11月28日、荒尾総合文化センター

動員数：27,000人（東京公演ライブビューイング25,000人を含み52,000人）

#### TEAM NACS 25th Anniversary Special Program「NACStreaming」
25周年を記念し、公式ファンクラブ「ThankCUE」と公式モバイルサイト「CUE FAN MOBILE」の会員を対象にストリミーング配信された、メンバーのソロ企画。
- 第一弾：2021年07月31日「戸次重幸のオンライン大宴会2」
- 第二弾：2021年08月21日「安田企画 presents おじさんと、ひと夏の夜遊び」
- 第三弾：2021年09月25日「OTO ROCK FESTIVAL '21」
- 第四弾：2021年11月13日「森崎博之のジャンジャンジャンジャンプ50!」
- 第五弾：2021年12月04日「大泉洋リクエストアワー 歌って笑って120分!! 今夜私はアナタのシモベ。」

#### TEAM NACS 25周年記念作品「LOOSER 2022」
監督：木村ひさし
脚本：田中眞一
企画・製作：クリエイティブオフィスキュー、アミューズ／制作プロダクション：スタジオブル
25周年を記念し、2004年に行った「LOOSER」の内容を元として、監督・木村ひさし、脚本・田中眞一により制作された映像作品。2022年3月6日より配信されたほか、同日、札幌シネマフロンティアにて舞台挨拶付き上映会を開催（舞台挨拶の模様は生配信もされた）。新型コロナウイルス感染症 (2019年)療養中であった大泉以外の森崎、安田、戸次、音尾の4人が登壇した。
また、「TEAM NACS 25周年記念作品「LOOSER 2022」in Cinema」と題し、本編上演及びメンバーによる舞台挨拶のライブビューイングが、全国各地の映画館で実施された。舞台挨拶には各地メンバー一人ずつの登壇が告知され、順次発表された。それぞれ会場と登壇メンバーは以下の通り。
- 2022年4月23日、ユナイテッド・シネマ　キャナルシティ13 登壇メンバー：森崎博之
- 2022年5月28日、ユナイテッドシネマ豊洲 登壇メンバー：音尾琢真
- 2022年6月26日、MOVIX京都 登壇メンバー：安田顕
- 2022年7月3日、ミッドランドスクエア シネマ2 登壇メンバー：戸次重幸
- 2022年8月13日、ミハマ7プレックス 登壇メンバー：大泉洋

#### TEAM NACS Solo Project 5D2-FIVE DIMENSIONS Ⅱ-
TEAM NACSが2011年に行ったソロプロジェクト「5D-FIVE DIMENSIONS」の第2弾となる「5D2-FIVE DIMENSIONS Ⅱ-」。森崎博之・安田顕・戸次重幸・大泉洋・音尾琢真の5人それぞれが表現したい世界を形に。全く異なる5つの演目を順に上演し、5次元=5D、TEAM NACSの多面性を描くソロ・プロジェクトの第2弾。

##### 森崎博之公演「Hiroyuki Morisaki AGRIman SHOW」
- 東京公演：2023年2月18日(土)〜2月26日(日) サンシャイン劇場
- 大阪公演：2023年3月11日(土)〜3月12日(日) COOL JAPAN PARK OSAKA WWホール
- 札幌公演：2023年3月18日(土)〜3月19日(日) カナモトホール

　出演：森崎博之

##### 戸次重幸公演「幾つの大罪〜How many sins are there？〜」
作・演出　戸次重幸
- 東京公演：2023年4月15日(土)〜4月23日(日) EX THEATER ROPPONGI
- 大阪公演：2023年4月28日(金)〜4月30日(日) 森ノ宮ピロティホール
- 札幌公演：2023年5月5日(金祝)〜5月7日(日) カナモトホール

　出演：須賀健太　馬場ふみか　前野朋哉　ゆうたろう　濱尾ノリタカ　黒岩司　波岡一喜　戸次重幸

##### 大泉洋公演「生誕50周年！！大泉洋リサイタル」
- 仙台公演：2023年12月21日(木)〜12月22日(金) 仙台サンプラザホール
- 大阪公演：2024年1月6日(土)〜1月7日(日) オリックス劇場
- 福岡公演：2024年1月13日(土)〜1月14日(日) 福岡市民会館
- 札幌公演：2024年1月20日(土)〜1月21日(日) カナモトホール
- 東京公演：2024年2月2日(金) 日本武道館

出演：大泉洋

##### 音尾琢真公演「The silence of Takuma Otoo 【This is Who I am】」
- 横浜公演：2024年5月11日(土) 横浜ベイホール
- 大阪公演：2024年5月18日(土) LIVE HOUSE BananaHall
- 福岡公演：2024年5月22日(水) BEAT STATION
- 仙台公演：2024年5月29日(水) 仙台darwin
- 札幌公演：2024年6月1日(土) cube garden
- 東京公演：2024年6月8日(土) 新宿ReNY
- 追加公演：2024年6月17日(月)KT Zepp Yokohama

出演：音尾琢真

##### 安田顕公演「死の笛」
企画・プロデュース 安田顕
脚本:坂元裕二
演出:水田伸生
- 東京公演：2024年7月5日(金)〜7月14日(日)草月ホール
- 札幌公演：2024年7月17日(水)〜2024年7月19日(金)かでるアスビックホール
- 大阪公演：2024年7月24日(水)〜2024年7月28日(日)COOL JAPAN PARK OSAKA TTホール

出演：安田顕 林遣都

### その他の舞台

#### 北海学園大学演劇研究会 定期公演
第41回定期公演「Chair～立ち続けることは苦しいから」
脚本・演出：森崎博之
TEAM NACSのメンバー全員が出演した。
- 1994年12月22日 - 12月23日、ルネッサンス・マリア・テアトロ

全2公演
第42回定期公演「DOOR～在り続けるためのプロセス」
脚本・演出：森崎博之
TEAM NACSのメンバー全員が出演した。1998年に「デビュー公演」のタイトルでTEAM NACSとして再演した。
- 1995年12月22日 - 12月24日、ルネッサンス・マリア・テアトロ

全3公演

#### 夢のテント芝居集団「水曜天幕團」
「北海道テレビ開局35周年記念 水曜どうでしょうpresents 藤村忠寿・嬉野雅道×TEAM-NACS 水曜天幕團旗揚げ公演2003 『蟹頭十郎太』」
脚本：嬉野雅道
演出：藤村忠寿
企画・制作：HTB北海道テレビ放送
2003年10月、大泉と所属事務所の社長（当時）でもある鈴井貴之の2人が出演していた『水曜どうでしょう』の藤村忠寿・嬉野雅道両ディレクターとタッグを組み、開催した。
これはHTBの駐車場に特設テントの芝居小屋を建てるという前代未聞の企画であり、駐車場にテント設営用の穴を開けるなどという大掛かりな工事を経て完成。9日間に渡り公演を行った。
この企画自体は商業的には失敗。しかし、この後、藤村らが演劇界とつながりを持ち、後に自らが舞台に出演するきっかけになった。
- 2003年10月10日 - 10月19日、 北海道テレビ放送新館駐車場内 特設テント会場

全9公演

## 出演
メンバーが全員出演、共演した作品について記載する。特別な記述が無い出演は、メンバー全員出演。メンバーが単独出演する物については、各個人の項を参照。

### テレビ番組
単独出演の物は、各個人の項を参照。

#### テレビドラマ
- 水曜どうでしょうプロジェクト2000『四国R-14』（2000年11月29日 - 12月20日（全4話）、北海道テレビ） - メンバー全員集合の初出演ドラマ。水曜どうでしょうの企画から生まれ、嬉野Dが脚本、藤村Dが演出を担当した、ドラマ作品。
- 北海道放送創立60周年記念『スープカレー』（2012年4月13日 - 6月29日（全10話）、北海道放送・TBS） - 北海道放送（HBC）創立60周年記念で企画された、連続主演ドラマ。主な共演者は、入山法子、つみきみほ、中島ひろ子、峯岸みなみ、渡辺満里奈。HBCでの先行放送後TBS系列で放送された[139]。
- 「the TEAM NACS perfect show」〜なんでこんな時に〜（2014年6月28日、フジテレビNEXT） - CSで放送された、ノーカットでメンバーが何役も演じる単発のシチュエーションコメディ。脚本と監督は福田雄一[140]。
- ドラマ24『不便な便利屋』（2015年4月11日 - 6月27日（全12話）、テレビ東京） - 所属事務所会長の鈴井貴之が監督・脚本を担当。森崎がレギュラー出演、他のメンバーもゲスト出演[141]。
  - 不便な便利屋 2016 初雪（2016年12月30日、テレビ東京） - 上記の単発スペシャルドラマ[142]。
- チャンネルはそのまま!（2019年3月18日 - 22日（全5話）、北海道テレビ放送・Netflix配信） - 北海道テレビ放送開局50周年記念ドラマ。同局に縁のあったNACSの5人全員が出演[143]。
- 連続テレビ小説『なつぞら』（2019年4月1日 - 9月28日（全156話）、NHK総合） - 北海道を舞台としており、メンバーそれぞれが局面で出演[144][145]。

#### バラエティ番組
- モザイクな夜V3（1993年10月4日 - 1996年9月30日、北海道テレビ） - 森崎・安田・大泉がレギュラー出演。末期に「LETTER」の宣伝を兼ねてメンバー全員が合コン企画に出演。5人揃ってのテレビデビューを果たす。
- 水曜どうでしょう（1996年10月9日 - 2002年9月4日、北海道テレビ）- 大泉がレギュラー出演、安田が準レギュラー出演、他メンバーもゲスト出演。レギュラー放送終了後も不定期で新作を放送。
  - どうでしょうリターンズ（1999年1月5日 - 2004年5月5日、北海道テレビ）- 上記の再放送版。安田がナビゲーターとして出演。森崎は鈴井と共にナビゲート部分の構成を担当。
  - 水曜どうでしょうClassic（2004年7月14日 - 2022年3月23日、北海道テレビ）- 上記の再々放送版。いくつかのClassic版の作品がNetflixで配信中。
  - 水曜どうでしょうプレミア（2022年3月30日 - 放送中、北海道テレビ）- 上記の再々々放送版。上記とは違い可能な限り映像をリマスターし、放送にはないシーンを追加しDVDに近い形で放送している。
- ドラバラ鈴井の巣（2002年2月1日 - 2004年12月23日、北海道テレビ） - 大泉・安田は、初となる企画・脚本を手がけ、ドラマを制作。主演として出演もする。
- いばらのもり（2000年4月5日 - 2002年12月20日、北海道テレビ） - 森崎・大泉がレギュラー出演。安田・音尾がゲスト出演。森崎の冠番組。大泉が初となる企画・編集を手がけ、ディレクターとして、番組を制作。DVDも発売された。
  - いばらのもりリターンズ（2010年4月5日 - 8月23日、北海道テレビ） - 上記のリメイク版。
- ハナタレナックス（2003年1月31日 - 放送中、北海道テレビ） - テレビでは初の冠番組であり、2021年現在唯一のメンバー全員が出演するレギュラー番組。北海道ローカルで放送。
  - ハナタレナックス選集-ANTHOLOGY- 北海道の笑顔プロジェクト 2008-2018（2021年4月3日 - 放送中、北海道テレビ） - 「北海道の笑顔プロジェクト」の再編集番組。[146]
- おにぎりあたためますか（2003年3月26日 - 放送中、北海道テレビ） - 大泉・戸次が出演。森崎が不定期出演。佐藤麻美（元HTBアナウンサー）→室岡里美・高橋春花・森唯菜・田口彩夏（以上HTBアナウンサー） やオクラホマなどと旅するグルメ番組。2007年5月、テレ朝チャンネルで放送開始。テレビ朝日系列局や独立局でも放送中。
- FOMA Presents 9!（2004年 - 2005年、北海道テレビ） - MCの森崎が他のメンバーらにテレビ電話をかける、という内容のミニ番組[147]。
- 直CUE!勝負 シーズン1〜シーズン4（2008年 - 不定期放送、チャンネルNECO） - NACSの5人それぞれが鈴井貴之らCREATIVE OFFICE CUE所属タレントと旅をする番組。
- 北海道中ひざくりげ（2018年度放送、NHK札幌放送局） - NACSの5人がそれぞれ旅をしたので、5人が同時に出演した訳では無い。ちなみに同じ事務所の鈴井貴之及びオクラホマも出演した。
- がんばれ!TEAM NACS（2021年3月7日 - 3月14日（先行放送）・2021年6月20日 - 8月15日（本放送・全9回）、WOWOW）- TEAM NACSの結成25周年とWOWOWの開局30周年を記念した番組。監督は堀切園健太郎・上條大輔、脚本・構成は竹村武司、音楽は岩崎太整、撮影監督は山田康介、共演は吉田羊ほか[148][149]。

#### ドキュメンタリー番組
- 情熱大陸（2009年3月8日、毎日放送）[150]

#### 特別番組
- TOYOTA BIG AIRがやって来た!（1998年1月、北海道テレビ） - PR番組に大泉がレポーターとして出演し、他のメンバーもコントで参加。「水曜どうでしょう」の藤村・嬉野両ディレクターが演出を担当した[151]。
- YOSAKOIソーラン祭りの特番（北海道テレビ） - YOSAKOIソーラン祭りの実況・応援番組。毎年メンバーが出演していた。
  - 踊りっ子 世にはばかる!? 鈴井・大泉・安田のYOSAKOI 2000!大放送（2000年6月11日） - 大泉・安田出演（鈴井貴之と共に）[152]
  - 鈴井・大泉・安田の踊るYOSAKOI大放送（2001年6月10日） - 大泉・安田出演（鈴井と共に） [153]
  - 鈴井・大泉・安田の踊るYOSAKOI大放送（2002年6月23日） - 大泉・安田出演（鈴井と共に）[154]
  - 史上最大!YOSAKOIソーラン 8時間ブチ抜き生放送!（2003年6月7日） - NACS全員が出演[155][156]
  - 審査会場8時間独占！ぶっちぎりのYOSAKOIソーラン生放送（2004年6月12日） - NACS全員が出演[157]
  - 気合一番!YOSAKOIソーラン審査会場独占生中継（2005年6月11日） - NACS全員が出演[158]
  - TEAM NACS 5人が熱血リレー!大泉も熱狂!安田も酔狂!森崎も絶叫!佐藤・音尾も大感動!審査会場独占!YOSAKOIソーラン生中継（2006年6月10日） - NACS全員が出演[159]。
  - 大泉洋がナマで実況！YOSAKOIファイナル独占ナマ中継（2006年6月11日、北海道テレビ制作・BS朝日同時放送） - 大泉・安田・森崎出演[160]
  - 大泉洋が生で実況！安田・森崎も大感動！大賞決定！YOSAKOIファイナル完全生中継（2007年6月10日、北海道テレビ制作・BS朝日同時放送） - 大泉・安田・森崎出演。
- 緊急お祝い生中継!チームナックスが雪像になっちゃった!?スペシャル（2008年2月9日、札幌テレビ） - さっぽろ雪まつりでTEAM NACS出演のアニメ『チビナックス』の雪像が製作されたことを記念した特番[161]。
- HTB開局40周年記念「〜ありがとう40年〜全部たしたら10時間!ユメミル広場に大集合!!」（2008年8月29日 - 30日、北海道テレビ） - HTB開局40周年記念の特別番組。メインパーソナリティを担当。札幌ドームにて開催[162]。
- ハナタレナックスEX-特別編（2015年2月15日 - 2019年2月10日（毎年1回）、北海道テレビ制作・テレビ朝日系列全国放送）
- 新社屋移転記念オープニング スペシャルゲストTEAM NACSが特別参戦!（2018年9月18日、北海道テレビ） - HTBのさっぽろ創世スクエアへの社屋移転を記念したオープニング番組[163]。
- 北海道スタジアム 春ノ陣「道スタ NACSスペシャル～北海道の5つのまちから飛び出した役者侍たち～」（2021年4月17日、NHK札幌放送局）[164]

#### テレビアニメーション
- チビナックス（2006年4月13日 - 9月28日、制作：CREATIVE OFFICE CUE・電通北海道、放送：札幌テレビ） - メンバーをモチーフにしたキャラクターアニメ。声の出演。
  - チビナックス 2.0（2007年4月14日 - 10月13日、制作・放送：上に同じ）
  - チビナックス シーズン3（2008年6月3日 - 11月18日、制作・放送：上に同じ）

#### 人形劇
- 西遊記外伝 モンキーパーマ（2013年10月 - 12月、制作：tvk・テレ玉・チバテレ・郡テレ・とちテレ・MTV・KBS京都・サンテレビ・OHK・ひかりTV（モンキーパーマ制作委員会）） - 西遊記を題材にした人形劇。声の出演。
  - 西遊記外伝 モンキーパーマII（2014年4月 - 6月、制作：モンキーパーマ制作委員会）
  - 西遊記外伝 モンキーパーマIII（2015年7月 - 9月、制作：モンキーパーマ制作委員会）

### ラジオ番組
- NACS GOTTA ME!（2001年1月8日 - 2005年9月24日、AIR-G'） - 初の冠番組。メンバーのうちから大体2～3人が週替わりで出演。

### 映画
メンバー個人で出演している物については、各メンバーの項目を参照。

#### 長編映画
- man-hole（2001年3月3日公開、監督：鈴井貴之）- 鈴井貴之の初監督作品。安田主演。
- パコダテ人（2002年4月27日公開[注釈 20]、監督：前田哲）
- river （2003年11月29日公開、監督：鈴井貴之）- 鈴井貴之の第2回監督作品。大泉主演。
- 銀色の雨（2009年11月28日公開、監督：鈴井貴之）- 鈴井貴之の第4回監督作品。
- 劇場版 がんばれ!TEAM NACS（2021年9月3日公開、監督：堀切園健太郎）- 『がんばれ!TEAM NACS』の劇場版。[165]

#### 短編映画
TEAM NACS FILMS「N43°」
メンバー5人それぞれが監督・脚本を手がけ、出演もしたオムニバスショートムービー。もともとは2008年11月に全国9都市をまわる上映ツアー（25,000人動員）用の作品だった。その後2009年2月から劇場公開、9月にDVDリリース。
作品（カッコ内は監督・脚本を手がけたメンバー）
- 頑張れ!鹿子ブルブルズ!（大泉洋）
- 神居のじいちゃん（音尾琢真）
- 部屋クリーン（戸次重幸）
- ヤスダッタ3D（安田顕）
- AFTER（森崎博之）

#### アニメーション映画
ハウルの動く城（2004年11月20日公開、スタジオジブリ）
配役
- カブ、兵士（大泉洋）
- 兵士（安田顕）
- ケーキ屋の店員、八百屋（森崎博之）
- 橋の上の男（戸次重幸 ※当時は"佐藤重幸"名義）
- 城の門番（音尾琢真）

思い出のマーニー（2014年7月19日公開、スタジオジブリ） - 北海道特別出演
配役
- 山下医師（大泉洋）
- 十一（安田顕）
- 美術教師（森崎博之）
- マーニーの父（戸次重幸）
- 町内会役員（音尾琢真）
- この他、5人で20役近くの男性のガヤを担当[167][168]。

### CM
メンバー個人で出演している物については、各メンバーの項目を参照。特別に記述が無い物は、メンバー全員出演・北海道ローカル放送。
- 日清食品「やきそばできました。」（森崎・安田・音尾出演）
- リクルート「じゃらん・北海道版」（森崎・音尾出演）
- 北海道「国民健康保険」（2003年）[169]
- 北海道選挙管理委員会「衆議院議員総選挙」（2003年）[169]
- 北海道新聞社「北海道新聞」（2004年）[170]
- サントリー「BOSS」（2004年 - 2007年） - CREATIVE OFFICE CUEメンバーとして、全員出演[171]。
- NTTドコモ北海道（現・NTTドコモ北海道支社）「FOMA」（2007年）[172]
- 「生誕100年記念 ダリ展 創造する多面体」オフィシャルサポーター（2007年）[173]
- 江崎グリコ
  - 「DONBURI亭」（2008年、地上波全国放送）[174]
  - 「中華おこげのスープ」（2008年、地上波全国放送）[175]
  - 「LEE」（BSデジタル放送限定）
  - 「洋風炒めごはんの素」（BSデジタル放送限定）
  - 「炒飯の素」（BSデジタル放送限定）
- 「TOKYO GEKIDAN FES’08」サポーター（2008年）[176]
- 任天堂「Nintendo Switch『みんなでマルチプレイ篇』」（2017年・全国放送）[177]
- ウポポイ オフィシャルサポーター（2020年7月）[178]
- 北海道観光振興機構「HOKKAIDO LOVE!」（2020年・全国放送）[179][180]
- ホクレン「ミルクランド北海道（#悪魔のなまら飯）」（2020年12月）[181]

### イベント
- CUE DREAM JAM-BOREE（2002年から2年ごとに開催、北海道立総合体育センター他）
- CUE MUSIC JAMBOREE IN YUBARI（2007年6月30日・7月1日、マウントレースイ）
- Act Against AIDS 2007 「15年かヨ！全員集合」（2007年12月1日、日本武道館） - 「ナックスハリケーン」歌唱[182]
- Re-Style LIVE Vol.5 with チーム・マイナス6％（2008年6月10日、札幌市教育文化会館） - 朗読[183][184]

## 関連作品

### 映像作品
全てアミューズソフトエンタテインメントより発売。
| タイトル                               | 発売日         | 販売形態 | 規格品番                     |
| -------------------------------------- | -------------- | -------- | ---------------------------- |
| LOOSER〜失い続けてしまうアルバム       | 2004年12月24日 | DVD      | ASBY-2760（DVD）             |
| LOOSER〜失い続けてしまうアルバム       | 2004年12月24日 | VHS      | ASVX-2762（VHS）             |
| LOOSER〜失い続けてしまうアルバム       | 2019年3月20日  | Blu-ray  | ASBD-1219（Blu-ray）         |
| COMPOSER〜響き続ける旋律の調べ         | 2005年12月22日 | DVD      | ASBY-3176（DVD）             |
| COMPOSER〜響き続ける旋律の調べ         | 2019年3月20日  | Blu-ray  | ASBD-1220（Blu-ray）         |
| HONOR〜守り続けた痛みと共に            | 2007年9月28日  | DVD      | ASBY-3877（DVD）             |
| HONOR〜守り続けた痛みと共に            | 2019年3月20日  | Blu-ray  | ASBD-1221（Blu-ray）         |
| TEAM NACS FILMS「N43°」                | 2009年9月25日  | DVD      | ASBY-4445                    |
| 下荒井兄弟のスプリング、ハズ、カム。   | 2009年12月4日  | DVD      | ASBY-4506（DVD）             |
| 下荒井兄弟のスプリング、ハズ、カム。   | 2019年3月20日  | Blu-ray  | ASBD-1222（Blu-ray）         |
| WARRIOR〜唄い続ける侍ロマン            | 2012年12月21日 | DVD      | ASBY-5437（DVD）             |
| WARRIOR〜唄い続ける侍ロマン            | 2019年3月20日  | Blu-ray  | ASBD-1223（Blu-ray）         |
| 悪童                                   | 2016年5月25日  | DVD      | ASBY-5990（DVD）             |
| 悪童                                   | 2016年5月25日  | Blu-ray  | ASBD-1174（Blu-ray）         |
| TEAM NACS 20th Anniversary Blu-ray BOX | 2017年3月8日   | Blu-ray  | ASBDP-1184                   |
| PARAMUSHIR〜信じ続けた士魂の旗を掲げて | 2018年9月26日  | DVD      | ASBY-6128（DVD）             |
| PARAMUSHIR〜信じ続けた士魂の旗を掲げて | 2018年9月26日  | Blu-ray  | ASBD-1213（Blu-ray）         |
| PARAMUSHIR〜信じ続けた士魂の旗を掲げて | 2018年9月26日  | Blu-ray  | ASBD-1212（初回限定Blu-ray） |
| マスターピース〜傑作を君に～           | 2022年3月9日   | DVD      | ASBY-6541（DVD）             |
| マスターピース〜傑作を君に～           | 2022年3月9日   | Blu-ray  | ASBD-1263（Blu-ray）         |
| マスターピース〜傑作を君に～           | 2022年3月9日   | Blu-ray  | ASBD-1262（初回限定Blu-ray） |

### 音楽作品
ドラバラ鈴井の巣、CUE DREAM JAM-BOREE関連に関しては、ドラバラ鈴井の巣#CD、CUE DREAM JAM-BOREE#CDの各項目を参照。

#### シングル
| タイトル                      | 発売日        | 販売形態 | 規格品番 | レーベル         | 備考                                                                   |
| ----------------------------- | ------------- | -------- | -------- | ---------------- | ---------------------------------------------------------------------- |
| ナックスハリケーン/捻挫した君 | 2004年8月26日 | CD       | CUE-0402 | サッポロサウンズ | TEAM★NACS名義。 「CUE DREAM JAM-BOREE 2004」の企画CDとして制作された。 |

#### 参加作品
太字は全員または一部メンバーが参加した楽曲。現在デジタル配信されているものについては、CREATIVE OFFICE CUEオフィシャルサイト内のページを参照。

#### 本公演サウンドトラック
単品のCDとして販売されていたのは「WARRIOR」までで、「悪童」以降は映像ソフトなど、別の商品に付属する形で発表されている。2019年5月10日より、iTunes、Spotify、LINE MUSIC、レコチョクなどの音楽配信サイトで「LOOSER」から「PARAMUSHIR」の舞台音楽のデジタル配信が行われている。

### 書籍
- TEAM NACS 10th ANNIVERSARY BOOK「TEAM NACS TEN」（2007年1月12日発売、CREATIVE OFFICE CUE・アミューズ）
- NACS HOLIC（2011年4月27日発売、学習研究社） ISBN 978-4-05-404957-4
- TEAM NACS XX Anniversary BOOK（2016年11月5日発売、CREATIVE OFFICE CUE・アミューズ）
- NACS HOLIC 2008-2017（2017年3月21日発売、学研プラス） ISBN 978-4-05-406532-1

### 写真集
- マスターピース写真集（2021年6月6日発売、CREATIVE OFFICE CUE・アミューズ）[130]

### 雑誌連載
- 演劇ぶっく（2006年 - 2007年） - 「TEAM NACS Presents 大感激ぶっく 10周年コラムリレー」（リレー連載）
- JUNON （2006年 - 2007年、主婦と生活社） - 「TEAM NACSの心はイケメン!」（リレー連載）
- 演劇ぶっく（2008年 - 2012年） - 「NACSTYLE」（リレー連載）
- TV LIFE（2008年1月 - 2017年12月、学研プラス） - 「NACS HOLIC」（リレー連載）

### MV
- One Hokkaido Project「私たちの道」 - 鈴井貴之も参加[194]

### その他
- ハナタレナックスPRESENTS TEAM NACS　4月はじまり人文字カレンダー（2015年3月6日発売）[195]
- ハナタレナックス Presents TEAM NACS ヨガカレンダー2019（2018年11月28日発売）[196]
- ハナレナックス Presents 「TEAM NACSコンテンポラリーダンスカレンダー2020」（2019年11月18日発売）[197]
- TEAM NACS CALENDAR 2021 神々のお告げ Presented by ハナタレナックス（2020年11月30日発売）[198]